# Ichneumon dioryctiae
Ichneumon dioryctiae là một loài tò vò trong họ Ichneumonidae.